# August Eberspächer
August Friedrich Eberspächer (* 21. November 1907 in Marburg; † 29. Oktober 1983 in Biedenkopf) war ein deutscher Maler.

## Leben
August Eberspächer machte eine Ausbildung zum Verwaltungsbeamten. Danach bis zu seiner vorzeitigen Pensionierung im Jahre 1969 war er bei der AOK zunächst in Marburg und von 1939 bis 1969 in Biedenkopf tätig, zuletzt als stellvertretender Geschäftsführer.

### Turner
August Eberspächer turnte 15 Jahre lang in der hessischen Landesriege und war mehrmals Landesmeister. 1936 zählte er zu den Anwärtern für die deutsche Olympiamannschaft im Geräteturnen. 1953 errang er auf dem Deutschen Turnfest in Hamburg für den TV 1862 Biedenkopf den Meistertitel im Gerät-Sechskampf seiner Altersklasse IV.

### Maler
Von seiner frühen Jugend an zeichnete und malte Eberspächer. Sein erster Lehrer war der Maler und Bildhauer Kurt Schmelz. Nach seiner Pensionierung studierte er als Gasthörer an der Philipps-Universität Marburg zwischen 1969 und 1973 Malerei und Grafik.
Bekannt wurde August Eberspächer im Hessischen Hinterland vor allem durch die von ihm verfassten und illustrierten Publikationen, die unter anderem im Hinterländer Anzeiger erschienen. Von 1978 bis letztmalig nach seinem Tode 1984 gab die örtliche Sparkasse Marburg-Biedenkopf Künstlerkalender mit Bildern und Texten von Eberspächer heraus. Für die im Jahr 1981 erschienene 2. Auflage des Buchs Das Hinterland von Elsa Blöcher fertigte er die Zeichnungen an.
Thematisch legte Eberspächer einen Schwerpunkt seines kreativen Schaffens auf Landschaften und Stadtansichten. Es finden sich aber auch Porträts und Selbstbildnisse, genrehafte Szenen, Blumenbilder, Auseinandersetzungen mit der Welt der Technik und Stillleben und Körperstudien. Neben Zeichnungen mit Feder und Pinsel, Aquarellen, Pastellen und einem Ölgemälde schuf er auch druckgraphische Arbeiten bei Radierungen und im Linol- und Holzschnitt.
Nach wenigen Beteiligungen an Gruppenausstellungen wurde dem damals 67-jährigen Künstler 1975 in der Marburger Galerie Legge erstmals eine Einzelausstellung gewidmet. Besondere Beachtung fanden in der Kunstkritik dabei Eberspächer erstaunlich malerische Collagen, von denen in der Ausstellung drei Beispiele zu sehen waren.
Werke von Eberspächer sind im Hinterlandmuseum Schloss Biedenkopf ausgestellt.